# Вудъяврчорр
Вудъяврчорр — горный массив, расположенный в западной части Хибин в Мурманской области России. Массив находится на западном берегу озера Большой Вудъявр.
Название по одной из версий с саамского — хребет у горного озера, по другой от саамских слов вудть — сильный холодный ветер, явр — озеро, чоарр — гора.
Абсолютная высота — 1067 м. У подножия находится Полярно-альпийский ботанический сад-институт академии наук. На вершине горы расположены гольцовые пустыни.
На горном массиве погиб флорист-систематик и ботаник-географ Сергей Ганешин, его именем назван цирк на Вудъяврчорре.